# Premios Nacionales de Comunicación
Los Premios Nacionales de Comunicación (oficialmente, y en catalán, Premis Nacionals de Comunicació), son unos galardones que otorga la Generalidad de Cataluña desde 1999 en los ámbitos de la comunicación y las telecomunicaciones en Cataluña.

## Historia
Inicialmente conocidos como Premis Nacionals de Radiodifusió, Televisió i Telecomunicacions de la Generalitat de Catalunya desde su creación en 1999 hasta 2007, este galardón nació con motivo del 75.º aniversario de la primera emisora regular de radio en la comunidad autónoma española, por el Departamento de Presidencia a través la Dirección General de Radiodifusión y Televisión.
En su segunda edición, en el año 2000, se incorporó el Premio Nacional de Internet dada la creciente importancia de este sector en el ámbito comunicativo y, ocho años después, en la de 2008, se crearon las categorías de Prensa, Comunicación de proximidad y Publicidad.
En 2007, la Organización pasó a ser competencia del Departamento de Cultura y Medios de Comunicación, mediante la Dirección General de Comunicación y Servicios de Difusión Audiovisual. A partir de la decimotercera edición (2013) se elimina la categoría «Telecomunicacions», mientras que la de Internet, pasa a ser «Mitjans d'arrel digital», con el objetivo de centrar los premios en esa misma categoría.
Tipo de categorías
| - Radiodifusión. - Televisión. - Prensa. | - Medios de raíz digital. - Publicidad. - Comunicación de proximidad. |